# Gottfried Achenwall
Gottfried Achenwall (Elbląg, 1719. október 20. – Göttingen, 1772. május 1.) német filozófus, történész, közgazdász, jogász és statisztikus.

## Életútja
Elbingben született, a Porosz Királyság lengyel részén. Filozófiai, matematikai és fizikai tanulmányait 1738-ban kezdte meg a jénai egyetemen, majd 1740-től a hallei egyetemen jogtudományt tanult, azután ismét a jenain és végül a lipcsei egyetemen. 1743 és 1746 között, Drezdában dolgozott felügyelőként. 1746-ban szerezte meg a diplomáját a lipcsei filozófiai (bölcsész) tanszéken és ezután Marburgba ment ahol adjunktusként történelmet, statisztikát és nemzetközi jogot oktatott. 1748-ban meghívták a Göttingeni Egyetemre, ahol filozófia professzorrá vált, 1753-ban jogász professzor is lett. 1761-ben politológus professzor lett, majd 1762-ben doktori címet kapott.
1765-ben Achenwall brit királyi és hannoveri udvari tanácsos lett. III. György király anyagi támogatásával Svájcba és Franciaországba utazott 1751-ben, majd 1759-ben Hollandiába és Angliába.
Közgazdászként a mérsékelt merkantilisták közé tartozott, de igazán nagy tekintélye a statisztikában lett. Számos műve a jog, a statisztika és a történelem tudományával foglalkozik. A munka ami igazán ismertté tette a statisztika tudományában az Abriss der neuesten Staatswissenschaft. Legjelentősebb tanítványa, A. L. von Schlözer nevezte először „a statisztika atyjának”; ez a megnevezés azóta is fennmaradt a szakirodalomban, annak ellenére, hogy nem Achenwall volt az első, aki előadásokat tartott a statisztikáról.

## Művei
- Abriß der neuen Staatswissenschaft der vornehmen Europäischen Reiche und Republiken, 1749 (Staatsverfassung der Europäischen Reiche im Grundrisse, 1752)
- Naturrecht, 1750, 1753 (társszerző: Johann Stephan Pütter)
- Jus Naturae, 2 vol., 1755–56
- Grundsätze der Europäischen Geschichte, zur politischen Kenntnis der heutigen vornehmsten Staaten, 1754
- Entwurf der Europäischen Staatshändel des 17. und 18. Jahrhunderts, 1756
- Staatsklugheit nach ihren ersten Grundsätzen, 1761
- Juris gentium Europaei practici primae lineae, 1775 (befejezetlen)